# سویوتکینو
سویوتکینو (به لاتین: Suyutkino) یک منطقهٔ مسکونی در روسیه است که در شهرستان کیزلیارسکی واقع شده‌است.